# Emirates Marina

Emirates Marina ist ein 254 Meter hoher Wolkenkratzer mit 63 Etagen in Dubai (Vereinigte Arabische Emirate). Er steht im Stadtteil Dubai Marina. Genutzt wird er als Wohngebäude und Hotel.